# Одно лето в аду
«Одно лето в аду» (другой вариант перевода — «Сквозь ад»; фр. Une Saison en Enfer) — сборник стихов французского поэта Артюра Рембо, изданный в 1873 году в Брюсселе на средства самого автора. Единственная книга Рембо, подготовленная к печати им самим.

## Содержание
Книга включает всего девять стихотворений:
- Когда-то, насколько я помню…
- Дурная кровь
- Ночь в аду
- Бред I. Неразумная дева. Инфернальный супруг
- Бред II. Алхимия слова
- Невозможное
- Вспышка зарницы
- Утро
- Прощанье.

## Публикация и восприятие
Книга была опубликована в 1873 году в Брюсселе. Это была единственная книга Рембо, подготовленная к печати им самим. Она вышла тиражом в 500 экземпляров, автор получил несколько из них и раздарил друзьям. В частности, книгу получил Поль Верлен, сидевший тогда в тюрьме за попытку убить Рембо (правда, существует вероятность того, что он подделал автограф на экземпляре, полученном позже). Основную часть тиража автор не оплатил, и она осталась у издателя. Позже муж сестры Рембо Патер Берришон рассказывал, что поэт сжёг весь тираж на глазах у родни, но в 1901 году бельгийский библиофил Леон Лоссо случайно нашёл все эти книги на складе. Он купил 425 экземпляров по себестоимости, а оставшиеся 75 были уничтожены, так как сильно пострадали от сырости.
Для литературоведов «Одно лето в аду» интересно в первую очередь как своеобразная исповедь, в которой 19-летний Рембо объясняет свой отказ от поэзии. По словам Н. Балашова, для поэта это было «отрицание собственного „позднего“ творчества и в то же время отрицание символизма за десять лет до того, как символизм сложился».
Известно, что Дэвид Моррелл вдохновлялся образом Артюра Рембо при создании персонажа Джона Рэмбо в романе «Первая кровь». Этот писатель считал название «Одно лето в аду» подходящей метафорой для страданий, перенесённых Рэмбо во вьетнамском плену.